# 国鉄ソ50形貨車
国鉄ソ50形貨車（こくてつソ50がたかしゃ）は、かつて日本国有鉄道（国鉄）に在籍した、レール積降用操重車（事業用貨車）である。

## 概要
1950年（昭和25年）1月に、国鉄新小岩工場で2両（ソ50, ソ51）が、トキ900形（トキ3603, トキ5217）の改造により製作されたレール積降用操重車である。高崎鉄道管理局が開発したものとされ、晩年は高崎操車場の常備であった。
種車のあおり戸および妻の構造物を撤去し、台枠上に旋回式のクレーンと動力としてディーゼル発電機を取り付けた。クレーンのブームはトラス構造であるが伸縮はせず、回送時には途中に設けられたヒンジで二つ折りにして、収納される。旋回角度は、左右にそれぞれ20°である。ブームの先には扱い荷重1.5tのホイストがあり、2両一組で長さ25mの定尺レールを一度に2本扱うことができた。
下回りは種車のままの（一段）リンク式の3軸式で、回送時の最高速度は65km/hに制限された。当初は台枠側面は黒、上まわりは黄色という配色であったが、1968年10月ダイヤ改正以降は、台枠を含めて最高速度65km/h以下を示す黄色（黄1号）1色となった。
しかしながら、老朽化が進み、折りたたみ式のブームでは使い勝手が悪いうえ、2両のクレーンの総括制御や自走ができず、また扱い荷重が小さく、現場の要求に応えることができなくなったため、1972年（昭和47年）に後継のソ60形が製作されると、1974年（昭和49年）7月に廃車となった。